# Karsten Brannasch
Karsten Brannasch, född den 17 augusti 1966 i Altdöbern, Östtyskland, är en tysk bobåkare.
Han tog OS-guld i herrarnas fyrmanna i samband med de olympiska bobtävlingarna 1994 i Lillehammer.